# Robert Guérin
Robert Guérin (ur. 28 czerwca 1876, zm. 19 marca 1952) – francuski działacz sportowy, pierwszy przewodniczący FIFA.
Z zawodu inżynier mechanik, pracował także jako dziennikarz i wydawca; był sekretarzem generalnym francuskiej unii sportowej (stowarzyszenia związków sportowych). 22 maja 1904, podczas drugiego dnia założycielskiego posiedzenia międzynarodowej federacji piłkarskiej FIFA, został wybrany na jej pierwszego przewodniczącego. Kierował federacją do 4 czerwca 1906, kiedy ustąpił na rzecz Anglika Woolfalla; pragnął w ten sposób uhonorować federację "ojczyzny futbolu" oraz przyczynić się do rozwoju FIFA.
Wspólnie z Holendrem Hirschmannem zasłużył się idei organizacji mistrzostw świata w piłce nożnej. Został uhonorowany Legią Honorową.